# Henry Digby

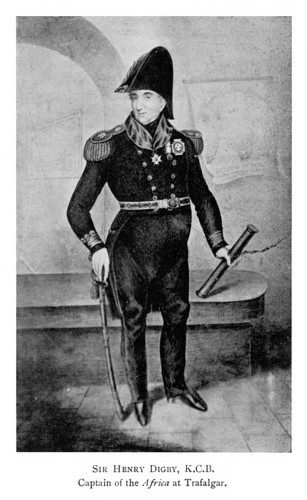
Admirał Henry Digby

Henry Digby (ur. 20 stycznia 1770 w Bath, zm. 19 sierpnia 1842 w Sheerness w Kencie) – brytyjski oficer marynarki, syn wielebnego Williama Digby’ego i Charlotte Cox, córki Josepha Coksa.
W 1783 r. zaciągnął się do Royal Navy i rozpoczął służbę na HMS „Europa”. Służbę odbywał w Indiach Zachodnich i dosłużył się rangi porucznika w 1790 r. W 1795 r. otrzymał awans na stopień komandora. Otrzymał również pochwałę za uratowanie załogi HMS „Boyne”, który zapalił się i eksplodował w Spithead. Digby podpłynął swoją fregatą HMS „Pallas” w pobliże płonącego okrętu i nie zważając na niebezpieczeństwo ratował rozbitków. W 1796 r. został awansowany do stopnia kapitana. Służył na pokładzie HMS „Leviathan” podczas zdobycia Minorki. W 1799 r. objął dowództwo nad HMS „Alcmene” i zajmował się przejmowaniem hiszpańskich statków handlowych. W 1801 r. zdobył francuski okręt „Elizabeth”, ostatni zdobyty francuski statek przez pokojem w Amiens w 1802 r.
Digby pozostał w marynarce po zakończeniu wojny. Początkowo zajmował się nielegalnym handlem przez kanał La Manche. W 1803 r. objął dowodzenie nad starym i słabo uzbrojonym okrętem HMS „Africa”. Razem ze swoim okrętem brał udział w bitwie pod Trafalgarem 21 października 1805 r. Nelson, obawiając się, że „Africa” nie poradzi sobie w starciu z francuską flotą, nakazał Digby'emu wyprowadzić okręt z akwenu bitwy. Plan się nie powiódł i „Africa” uwikłała się w wymianę ognia z okrętami francuskimi i hiszpańskimi, w wyniku czego została ciężko uszkodzona, jednak nie zatonęła.
Digby kontynuował karierę w Royal Navy osiągając w 1819 r. rangę kontradmirała. W 1815 r. został odznaczony Orderem Łaźni. W 1830 r. został wiceadmirałem, a niedługo później admirałem. W 1841 r. otrzymał Krzyż Wielki Orderu Łaźni. Po odejściu na emeryturę zamieszkał w Minterne Magna w hrabstwie Dorset.
17 kwietnia 1806 r. poślubił Jane Elizabeth Coke (zm. 29 kwietnia 1863), córkę Thomasa Coke'a, 1. hrabiego Leicester, i Jane Dutton, córki Jamesa Duttona. Henry i Jane mieli razem trzech synów i córkę:
- Jane Digby (3 kwietnia 1807–11 sierpnia 1881),
- Edward St. Vincent Digby (21 czerwca 1809–16 października 1889), 9. baron Digby,
- Kenelm Henry Digby (18 sierpnia 1811–4 kwietnia 1891), ożenił się z Caroline Sheppard, miał dzieci,
- John Digby (przed 1819–1857), ożenił się z Ann Kelso, miał dzieci.